# 2020–2021-es UEFA Nemzetek Ligája (C liga)
A 2020–2021-es UEFA Nemzetek Ligájának C ligája az UEFA Nemzetek Ligája 2020–2021-es kiírásának harmadik divíziója.

## Lebonyolítás
Az első kiírás után az UEFA megváltoztatta a formátumot, a C liga létszámát 15-ről 16-ra növelte. A C ligában a 2020–2021-es UEFA Nemzetek Ligája kiemelési rangsorának 33–48. helyezettjei vettek részt, négy csoportra osztva. A csoportokban a csapatok oda-visszavágós körmérkőzéses rendszerben mérkőztek meg egymással, összesen hat mérkőzést játszottak, 2020 szeptemberében, októberben és novemberben is 2–2 játéknapon. A csoportok győztesei feljutottak a 2022–2023-as UEFA Nemzetek Ligájának B ligájába, a negyedik helyezett csapatok osztályozót játszottak.

## Csapatok

### Változások
A 2018–2019-es kiírás utáni változások:
| Feljutott a D ligából                                                     | Feljutott a D ligából                                                                       |
| ------------------------------------------------------------------------- | ------------------------------------------------------------------------------------------- |
| Csoportgyőztesek: - Fehéroroszország - Grúzia - Koszovó - Észak-Macedónia | A formátum változása után: - Örményország - Azerbajdzsán - Kazahsztán - Luxemburg - Moldova |

| Feljutott a B ligába                                         | Feljutott a B ligába                                                    |
| ------------------------------------------------------------ | ----------------------------------------------------------------------- |
| Csoportgyőztesek: - Finnország - Norvégia - Skócia - Szerbia | A formátum változása után: - Bulgária - Magyarország - Izrael - Románia |

Az alábbi változások érintették a C ligát, de a formátum megváltoztatása után egyik csapat sem esett ki:
| Eredetileg kiesett az B ligából                       |
| ----------------------------------------------------- |
| - Észak-Írország - Írország - Szlovákia - Törökország |

| Eredetileg kiesett a D ligába                |
| -------------------------------------------- |
| - Ciprus - Észtország - Litvánia - Szlovénia |

### Kiemelés
A kiemelés a 2020–2021-es UEFA Nemzetek Ligája kiemelési rangsorának megfelelően a 2018–2019-es UEFA Nemzetek Ligája összesített rangsora alapján történt, kisebb módosítással: az eredetileg kiesett csapatok alacsonyabb besorolást kaptak a feljutó csapatoknál. A kiemelést 2019. december 4-én tették közzé.
| Csapat      | Hely. |
| ----------- | ----- |
| Görögország | 33.   |
| Albánia     | 34.   |
| Montenegró  | 35.   |
| Grúzia      | 36.   |

| Csapat           | Hely. |
| ---------------- | ----- |
| Észak-Macedónia  | 37.   |
| Koszovó          | 38.   |
| Fehéroroszország | 39.   |
| Ciprus           | 40.   |

| Csapat     | Hely. |
| ---------- | ----- |
| Észtország | 41.   |
| Szlovénia  | 42.   |
| Litvánia   | 43.   |
| Luxemburg  | 44.   |

| Csapat       | Hely. |
| ------------ | ----- |
| Örményország | 45.   |
| Azerbajdzsán | 46.   |
| Kazahsztán   | 47.   |
| Moldova      | 48.   |

A csoportok sorsolását 2020. március 3-án közép-európai idő szerint 18 órától tartották Amszterdamban. Mindegyik csoportba mindegyik kalapból egy csapat került.

## Csoportok
A menetrendet az UEFA a sorsolást követően, 2020. március 3-án tette közzé. 2020. június 17-én az UEFA az októberi és novemberi mérkőzésnapokat korrigálta, az Európa-bajnoki pótselejtezők miatt. Az új menetrendet 2020. június 26-án tették közzé.

### 1. csoport
| Hely. | Csapat       | M | Gy | D | V | G+ | G– | Gk | P  | Feljutás vagy továbbjutás |     | Montenegró | Luxemburg | Azerbajdzsán | Ciprusi Köztársaság |
| ----- | ------------ | - | -- | - | - | -- | -- | -- | -- | ------------------------- | --- | ---------- | --------- | ------------ | ------------------- |
| 1.    | Montenegró   | 6 | 4  | 1 | 1 | 10 | 2  | +8 | 13 | Feljutott a B ligába      |     | —          | 1–2       | 2–0          | 4–0                 |
| 2.    | Luxemburg    | 6 | 3  | 1 | 2 | 7  | 5  | +2 | 10 |                           |     | 0–1        | —         | 0–0          | 2–0                 |
| 3.    | Azerbajdzsán | 6 | 1  | 3 | 2 | 2  | 4  | −2 | 6  |                           | 0–0 | 1–2        | —         | 0–0          |                     |
| 4.    | Ciprus       | 6 | 1  | 1 | 4 | 2  | 10 | −8 | 4  | Osztályozót játszik       |     | 0–2        | 2–1       | 0–1          | —                   |

| 2020. szeptember 5. 18:00 (20:00 UTC+4) |

| Azerbajdzsán  | 1–2               | Luxemburg                                      |
| ------------- | ----------------- | ---------------------------------------------- |
| Sheydayev 43' | (1–0) Jegyzőkönyv | Krivocjuk 48' (öngól) Rodrigues 72' (11-esből) |

| Bakı Olimpiya Stadionu, Baku Játékvezető: Chris Kavanagh (angol) |

| 2020. szeptember 5. 18:00 (19:00 UTC+3) |

| Ciprus | 0–2               | Montenegró      |
| ------ | ----------------- | --------------- |
|        | (0–0) Jegyzőkönyv | Jovetić 60' 73' |

| GSP Stadium, Nicosia Játékvezető: Harm Osmers (német) |

| 2020. szeptember 8. 20:45 (21:45 UTC+3) |

| Ciprus | 0–1         | Azerbajdzsán  |
| ------ | ----------- | ------------- |
|        | Jegyzőkönyv | Medvegyev 29' |

| GSZP Stadion, Nicosia Játékvezető: Filip Glova (szlovák) |

| 2020. szeptember 8. 20:45 |

| Luxemburg | 0–1               | Montenegró               |
| --------- | ----------------- | ------------------------ |
|           | (0–0) Jegyzőkönyv | Bećiraj 90+3' (11-esből) |

| Stade Josy Barthel, Luxembourg Játékvezető: Lawrence Visser (belga) |

| 2020. október 10. 15:00 |

| Luxemburg      | 2–0               | Ciprus |
| -------------- | ----------------- | ------ |
| Sinani 12' 26' | (2–0) Jegyzőkönyv |        |

| Stade Josy Barthel, Luxembourg Játékvezető: Don Robertson (skót) |

| 2020. október 10. 15:00 |

| Montenegró              | 2–0               | Azerbajdzsán |
| ----------------------- | ----------------- | ------------ |
| Jovetić 9' Ivanović 71' | (1–0) Jegyzőkönyv |              |

| Városi stadion, Podgorica Játékvezető: Ricardo de Burgos Bengoetxea (spanyol) |

| 2020. október 13. 18:00 |

| Azerbajdzsán | 0–0         | Ciprus |
| ------------ | ----------- | ------ |
|              | Jegyzőkönyv |        |

| Elbasan Arena, Elbasan (Albánia) Játékvezető: Fran Jović (horvát) |

| 2020. október 13. 20:45 |

| Montenegró   | 1–2               | Luxemburg                |
| ------------ | ----------------- | ------------------------ |
| Ivanović 34' | (1–1) Jegyzőkönyv | Muratović 42' Sinani 86' |

| Városi stadion, Podgorica Játékvezető: Sascha Stegemann (német) |

| 2020. november 14. 18:00 (21:00 UTC+4) |

| Azerbajdzsán | 0–0         | Montenegró |
| ------------ | ----------- | ---------- |
|              | Jegyzőkönyv |            |

| Ivan Laljak-Ivić Stadium, Zaprešić (Horvátország) Játékvezető: Sergei Ivanov (orosz) |

| 2020. november 14. 18:00 (19:00 UTC+2) |

| Ciprus                      | 2–1               | Luxemburg            |
| --------------------------- | ----------------- | -------------------- |
| Kastanos 34' (11-esből) 71' | (1–1) Jegyzőkönyv | Kousoulos 5' (öngól) |

| GSP Stadium, Nicosia Játékvezető: Mattias Gestranius (finn) |

| 2020. november 17. 20:45 |

| Luxemburg | 0–0         | Azerbajdzsán |
| --------- | ----------- | ------------ |
|           | Jegyzőkönyv |              |

| Stade Josy Barthel, Luxembourg Játékvezető: Felix Zwayer (német) |

| 2020. november 17. 20:45 |

| Montenegró                              | 4–0               | Ciprus |
| --------------------------------------- | ----------------- | ------ |
| Jovetić 14' Boljević 25' 28' Mugoša 60' | (3–0) Jegyzőkönyv |        |

| City Stadium, Podgorica Játékvezető: Eitan Shemeulevitch (izraeli) |

### 2. csoport
| Hely. | Csapat          | M | Gy | D | V | G+ | G– | Gk | P  | Feljutás vagy továbbjutás |     | Örményország | Észak-Macedónia | Grúzia | Észtország |
| ----- | --------------- | - | -- | - | - | -- | -- | -- | -- | ------------------------- | --- | ------------ | --------------- | ------ | ---------- |
| 1.    | Örményország    | 6 | 3  | 2 | 1 | 9  | 6  | +3 | 11 | Feljutott a B ligába      |     | —            | 1–0             | 2–2    | 2–0        |
| 2.    | Észak-Macedónia | 6 | 2  | 3 | 1 | 9  | 8  | +1 | 9  |                           |     | 2–1          | —               | 1–1    | 1–1        |
| 3.    | Grúzia          | 6 | 1  | 4 | 1 | 6  | 6  | 0  | 7  |                           | 1–2 | 1–1          | —               | 0–0    |            |
| 4.    | Észtország      | 6 | 0  | 3 | 3 | 5  | 9  | −4 | 3  | Osztályozót játszik       |     | 1–1          | 3–3             | 0–1    | —          |

| 2020. szeptember 5. 15:00 |

| Észak-Macedónia                                 | 2–1               | Örményország               |
| ----------------------------------------------- | ----------------- | -------------------------- |
| Alioski 5' (11-esből) Nestoroski 38' (11-esből) | (2–0) Jegyzőkönyv | Barsegjan 90+4' (11-esből) |

| National Arena Todor Proeski, Szkopje Játékvezető: Irfan Peljto (bosznia-hercegovinai) |

| 2020. szeptember 5. 18:00 (19:00 UTC+3) |

| Észtország | 0–1               | Grúzia        |
| ---------- | ----------------- | ------------- |
|            | (0–1) Jegyzőkönyv | Kacsarava 32' |

| Lilleküla Stadium, Tallinn Játékvezető: Donatas Rumšas (litván) |

| 2020. szeptember 8. 18:00 (20:00 UTC+4) |

| Örményország               | 2–0               | Észtország |
| -------------------------- | ----------------- | ---------- |
| Karapetjan 43' Wbeymar 65' | (1–0) Jegyzőkönyv |            |

| Vazgen Szargszjan stadion, Jereván Játékvezető: David Coote (angol) |

| 2020. szeptember 8. 18:00 (20:00 UTC+4) |

| Grúzia                    | 1–1               | Észak-Macedónia |
| ------------------------- | ----------------- | --------------- |
| Okriasvili 13' (11-esből) | (1–1) Jegyzőkönyv | Ristovski 33'   |

| Borisz Paicsadze Stadion, Tbiliszi Játékvezető: Peter Kjærsgaard-Andersen (dán) |

| 2020. október 11. 18:00 |

| Örményország                           | 2–2               | Grúzia                        |
| -------------------------------------- | ----------------- | ----------------------------- |
| Bayramyan 6' Mkhitaryan 89' (11-esből) | (1–0) Jegyzőkönyv | Kacharava 46' Okriashvili 74' |

| City Stadium, Tychy (Lengyelország) Játékvezető: Ivan Bebek (horvát) |

| 2020. október 11. 18:00 (19:00 UTC+3) |

| Észtország                             | 3–3               | Észak-Macedónia                        |
| -------------------------------------- | ----------------- | -------------------------------------- |
| Sappinen 33' 61' Liivak 76' (11-esből) | (1–1) Jegyzőkönyv | Kuusk 3' (öngól) Pandev 80' Zajkov 88' |

| A. Le Coq Arena, Tallinn Játékvezető: Mohammed Al-Hakim (svéd) |

| 2020. október 14. 20:45 (21:45 UTC+3) |

| Észtország   | 1–1               | Örményország       |
| ------------ | ----------------- | ------------------ |
| Sappinen 14' | (1–1) Jegyzőkönyv | K. Hovhannisyan 8' |

| A. Le Coq Arena, Tallinn Játékvezető: Luis Godinho (portugál) |

| 2020. október 14. 20:45 |

| Észak-Macedónia          | 1–1               | Grúzia          |
| ------------------------ | ----------------- | --------------- |
| Alioski 90+3' (11-esből) | (0–0) Jegyzőkönyv | Kvarachelia 74' |

| Toše Proeski Arena, Szkopje Játékvezető: Bartosz Frankowski (lengyel) |

| 2020. november 15. 15:00 |

| Észak-Macedónia                  | 2–1               | Észtország   |
| -------------------------------- | ----------------- | ------------ |
| Tricskovszki 29' Stojanovski 68' | (1–0) Jegyzőkönyv | Sappinen 52' |

| Toše Proeski Arena, Szkopje Játékvezető: Marius Avram (román) |

| 2020. november 15. 18:00 (21:00 UTC+4) |

| Grúzia                     | 1–2               | Örményország              |
| -------------------------- | ----------------- | ------------------------- |
| Qazaishvili 65' (11-esből) | (0–1) Jegyzőkönyv | Ghazaryan 33' Adamyan 86' |

| Borisz Paicsadze Stadion, Tbiliszi Játékvezető: Marco Guida (olasz) |

| 2020. november 18. 18:00 (21:00 UTC+4) |

| Örményország      | 1–0               | Észak-Macedónia |
| ----------------- | ----------------- | --------------- |
| Hambardzumyan 55' | (0–0) Jegyzőkönyv |                 |

| GSZP stadion, Nicosia (Ciprus) Játékvezető: Bobby Madden (skót) |

| 2020. november 18. 18:00 (21:00 UTC+4) |

| Grúzia | 0–0         | Észtország |
| ------ | ----------- | ---------- |
|        | Jegyzőkönyv |            |

| Borisz Paicsadze Stadion, Tbiliszi Játékvezető: Irfan Peljto (bosznia-hercegovinai) |

### 3. csoport
| Hely. | Csapat      | M | Gy | D | V | G+ | G– | Gk  | P  | Feljutás vagy továbbjutás |     | Szlovénia | Görögország | Koszovó | Moldova |
| ----- | ----------- | - | -- | - | - | -- | -- | --- | -- | ------------------------- | --- | --------- | ----------- | ------- | ------- |
| 1.    | Szlovénia   | 6 | 4  | 2 | 0 | 8  | 1  | +7  | 14 | Feljutott a B ligába      |     | —         | 0–0         | 2–1     | 1–0     |
| 2.    | Görögország | 6 | 3  | 3 | 0 | 6  | 1  | +5  | 12 |                           |     | 0–0       | —           | 0–0     | 2–0     |
| 3.    | Koszovó     | 6 | 1  | 2 | 3 | 4  | 6  | −2  | 5  |                           | 0–1 | 1–2       | —           | 1–0     |         |
| 4.    | Moldova     | 6 | 0  | 1 | 5 | 1  | 11 | −10 | 1  | Osztályozót játszik       |     | 0–4       | 0–2         | 1–1     | —       |

| 2020. szeptember 3. 20:45 |

| Moldova        | 1–1               | Koszovó     |
| -------------- | ----------------- | ----------- |
| Nicolaescu 20' | (1–0) Jegyzőkönyv | Kololli 71' |

| Ennio Tardini Stadion, Parma Játékvezető: Kai Erik Steen (norvég) |

| 2020. szeptember 3. 20:45 |

| Szlovénia | 0–0         | Görögország |
| --------- | ----------- | ----------- |
|           | Jegyzőkönyv |             |

| Stadion Stožice, Ljubljana Játékvezető: Bobby Madden (skót) |

| 2020. szeptember 6. 18:00 |

| Szlovénia | 1–0               | Moldova |
| --------- | ----------------- | ------- |
| Bohar 28' | (1–0) Jegyzőkönyv |         |

| Stadion Stožice, Ljubljana Játékvezető: Jérôme Brisard (francia) |

| 2020. szeptember 6. 20:45 |

| Koszovó     | 1–2               | Görögország              |
| ----------- | ----------------- | ------------------------ |
| Berisha 82' | (0–1) Jegyzőkönyv | Limniosz 2' Sziovasz 51' |

| Stadiumi Fadil Vokrri, Pristina Játékvezető: Pavel Královec (cseh) |

| 2020. október 11. 20:45 (21:45 UTC+3) |

| Görögország                             | 2–0               | Moldova |
| --------------------------------------- | ----------------- | ------- |
| Bakasetas 45+3' (11-esből) Mantalos 50' | (1–0) Jegyzőkönyv |         |

| Olimpia Stadion, Athén Játékvezető: Dennis Higler (holland) |

| 2020. október 11. 20:45 |

| Koszovó | 0–1               | Szlovénia  |
| ------- | ----------------- | ---------- |
|         | (0–1) Jegyzőkönyv | Vučkić 22' |

| Fadil Vokrri Stadium, Pristina Játékvezető: Andrew Madley (angol) |

| 2020. október 14. 20:45 (21:45 UTC+3) |

| Görögország | 0–0         | Koszovó |
| ----------- | ----------- | ------- |
|             | Jegyzőkönyv |         |

| Olimpia Stadion, Athén Játékvezető: Roi Reinshreiber (izraeli) |

| 2020. október 14. 20:45 (21:45 UTC+3) |

| Moldova | 0–4               | Szlovénia                                          |
| ------- | ----------------- | -------------------------------------------------- |
|         | (0–3) Jegyzőkönyv | Lovrić 8' Vučkić 37' (11-esből) 42' 55' (11-esből) |

| Zimbru Stadion, Chișinău Játékvezető: João Pinheiro (portugál) |

| 2020. november 15. 20:45 (21:45 UTC+2) |

| Moldova | 0–2               | Görögország                 |
| ------- | ----------------- | --------------------------- |
|         | (0–2) Jegyzőkönyv | Fortounis 32' Bakasetas 41' |

| Zimbru Stadion, Chișinău Játékvezető: Fran Jović (horvát) |

| 2020. november 15. 20:45 |

| Szlovénia                          | 2–1               | Koszovó    |
| ---------------------------------- | ----------------- | ---------- |
| Kurtić 63' Iličić 90+4' (11-esből) | (0–0) Jegyzőkönyv | Muriqi 58' |

| Stožice Stadion, Ljubljana Játékvezető: Bartosz Frankowski (lengyel) |

| 2020. november 18. 20:45 (21:45 UTC+2) |

| Görögország | 0–0         | Szlovénia |
| ----------- | ----------- | --------- |
|             | Jegyzőkönyv |           |

| Georgios Kamaras Stadium, Athén Játékvezető: Carlos del Cerro Grande (spanyol) |

| 2020. november 18. 20:45 |

| Koszovó      | 1–0               | Moldova |
| ------------ | ----------------- | ------- |
| Kastrati 31' | (1–0) Jegyzőkönyv |         |

| Fadil Vokrri Stadium, Pristina Játékvezető: Roomer Tarajev (észt) |

### 4. csoport
| Hely. | Csapat           | M | Gy | D | V | G+ | G– | Gk | P  | Feljutás vagy továbbjutás |     | Albánia | Fehéroroszország | Litvánia | Kazahsztán |
| ----- | ---------------- | - | -- | - | - | -- | -- | -- | -- | ------------------------- | --- | ------- | ---------------- | -------- | ---------- |
| 1.    | Albánia          | 6 | 3  | 2 | 1 | 8  | 4  | +4 | 11 | Feljutott a B ligába      |     | —       | 3–2              | 0–1      | 3–1        |
| 2.    | Fehéroroszország | 6 | 3  | 1 | 2 | 10 | 8  | +2 | 10 |                           |     | 0–2     | —                | 2–0      | 2–0        |
| 3.    | Litvánia         | 6 | 2  | 2 | 2 | 5  | 7  | −2 | 8  |                           | 0–0 | 2–2     | —                | 0–2      |            |
| 4.    | Kazahsztán       | 6 | 1  | 1 | 4 | 5  | 9  | −4 | 4  | Osztályozót játszik       |     | 0–0     | 1–2              | 1–2      | —          |

| 2020. szeptember 4. 18:00 (19:00 UTC+3) |

| Litvánia | 0–2         | Kazahsztán              |
| -------- | ----------- | ----------------------- |
|          | Jegyzőkönyv | Zainutdinov 3' Kuat 86' |

| LFF stadionas, Vilnius Játékvezető: Rade Obrenovič (szlovén) |

| 2020. szeptember 4. 20:45 (21:45 UTC+3) |

| Fehéroroszország | 0–2               | Albánia                 |
| ---------------- | ----------------- | ----------------------- |
|                  | (0–1) Jegyzőkönyv | Çikalleshi 23' Bare 78' |

| Dinamo Stadion, Minszk Játékvezető: Kristoffer Karlsson (svéd) |

| 2020. szeptember 7. 16:00 (20:00 UTC+6) |

| Kazahsztán   | 1–2               | Fehéroroszország              |
| ------------ | ----------------- | ----------------------------- |
| Aimbetov 62' | (0–0) Jegyzőkönyv | Bordacsov 53' Liszakovics 86' |

| Almaty Ortalyk Stadion, Almati Játékvezető: Giorgi Kruashvili (grúz) |

| 2020. szeptember 7. 20:45 |

| Albánia | 0–1               | Litvánia       |
| ------- | ----------------- | -------------- |
|         | (0–0) Jegyzőkönyv | Kazlauskas 51' |

| Arena Kombëtare, Tirana Játékvezető: Szerhij Bojko (ukrán) |

| 2020. október 11. 15:00 (19:00 UTC+6) |

| Kazahsztán | 0–0         | Albánia |
| ---------- | ----------- | ------- |
|            | Jegyzőkönyv |         |

| Központi stadion, Almati Játékvezető: Dumitru Muntean (moldáv) |

| 2020. október 11. 18:00 (19:00 UTC+3) |

| Litvánia                   | 2–2               | Fehéroroszország                       |
| -------------------------- | ----------------- | -------------------------------------- |
| Novikovas 7' Laukžemis 75' | (1–0) Jegyzőkönyv | Lisakovich 59' (11-esből) Sachywka 66' |

| LFF Stadium, Vilnius Játékvezető: Julian Weinberger (osztrák) |

| 2020. október 14. 18:00 (19:00 UTC+3) |

| Litvánia | 0–0         | Albánia |
| -------- | ----------- | ------- |
|          | Jegyzőkönyv |         |

| LFF Stadium, Vilnius Játékvezető: Karim Abed (francia) |

| 2020. október 14. 20:45 (21:45 UTC+3) |

| Fehéroroszország               | 2–0               | Kazahsztán |
| ------------------------------ | ----------------- | ---------- |
| Yablonskiy 36' Yuzepchuk 90+3' | (1–0) Jegyzőkönyv |            |

| Dinamo Stadion, Minszk Játékvezető: Alekszandar Sztavrev (északmacedón) |

| 2020. november 15. 18:00 |

| Albánia                                         | 3–1               | Kazahsztán |
| ----------------------------------------------- | ----------------- | ---------- |
| Cikalleshi 16' Ismajli 23' Manaj 63' (11-esből) | (2–1) Jegyzőkönyv | Abiken 25' |

| Arena Kombëtare, Tirana Játékvezető: Xavier Estrada Fernández (spanyol) |

| 2020. november 15. 18:00 (20:00 UTC+3) |

| Fehéroroszország        | 2–0               | Litvánia |
| ----------------------- | ----------------- | -------- |
| Yablonskiy 5' Ebong 20' | (2–0) Jegyzőkönyv |          |

| Dinamo Stadion, Minszk Játékvezető: Chris Kavanagh (angol) |

| 2020. november 18. 16:00 |

| Albánia                                 | 3–2               | Fehéroroszország      |
| --------------------------------------- | ----------------- | --------------------- |
| Cikalleshi 20' 27' (11-esből) Manaj 44' | (3–1) Jegyzőkönyv | Skavysh 35' Ebong 80' |

| Arena Kombëtare, Tirana Játékvezető: Radu Petrescu (román) |

| 2020. november 18. 16:00 (21:00 UTC+6) |

| Kazahsztán   | 1–2               | Litvánia                       |
| ------------ | ----------------- | ------------------------------ |
| Aimbetov 38' | (1–1) Jegyzőkönyv | Vorobjovas 40' Novikovas 90+4' |

| Central Stadium, Almati Játékvezető: Hüseyin Göçek (török) |

## Osztályozók
A C liga negyedik helyezettjei osztályozót játszanak annak eldöntésére, hogy melyik két csapat essen ki a D ligába. Az osztályozókat ugyanazon a napon játszanák, mint 2022-es labdarúgó-világbajnokság európai pótselejtezőit. Ha egy vagy több csapat az osztályozóban és a pótselejtezőn is játszana, akkor az osztályozókat törlik és a C liga két utolsó helyezettje, a Nemzetek Ligája rangsora szerinti 47. és 48. helyezettjei esnek ki a D ligába.
Az osztályozó párosításai az alábbiak. A magasabban rangsorolt csapat játssza hazai pályán a második mérkőzést.
- 1. helyen rangsorolt csapat – 4. helyen rangsorolt csapat
- 2. helyen rangsorolt csapat – 3. helyen rangsorolt csapat

### Összegzés
| 1. csapat  | Össz.        | 2. csapat  | 1. mérk. | 2. mérk.   |
| ---------- | ------------ | ---------- | -------- | ---------- |
| Moldova    | 2–2 (t. 4–5) | Kazahsztán | 1–2      | 1–0 (h.u.) |
| Észtország | 0–2          | Ciprus     | 0–0      | 0–2        |

### Mérkőzések
| 2022. március 24. 18:00 (19:00 UTC+3) |

| Moldova          | 1–2               | Kazahsztán                   |
| ---------------- | ----------------- | ---------------------------- |
| Nicolaescu 45+1' | (1–0) Jegyzőkönyv | Malyi 63' Posmac 79' (öngól) |

| Zimbru Stadion, Chișinău Játékvezető: Anasztásziosz Szidirópulosz (görög) |

| 2022. március 29. 16:00 (20:00 UTC+6) |

| Kazahsztán                                                     | 0–1               | Moldova                                               |
| -------------------------------------------------------------- | ----------------- | ----------------------------------------------------- |
|                                                                | (0–1) Jegyzőkönyv | Armaș 13'                                             |
| Büntetőpárbaj                                                  |                   |                                                       |
| Abiken Beysebekov Dosmagambetov Zaynutdinov Zhaksylykov Zhukov | 5–4               | Caimacov Armaș Mandrîcenco Crăciun Nicolaescu Revenco |

| Asztana Aréna, Nur-SZultan Játékvezető: Ivan Kružliak (szlovák) |

| 2022. március 24. 18:00 (19:00 UTC+2) |

| Észtország | 0–0         | Ciprus |
| ---------- | ----------- | ------ |
|            | Jegyzőkönyv |        |

| A. Le Coq Arena, Tallinn Játékvezető: William Collum (skót) |

| 2022. március 29. 18:00 (19:00 UTC+3) |

| Ciprus                   | 2–0               | Észtország |
| ------------------------ | ----------------- | ---------- |
| Tzionis 19' Sotiriou 51' | (1–0) Jegyzőkönyv |            |

| AEK Arena – Georgios Karapatakis, Lárnaka Játékvezető: Artur Soares Dias (portugál) |

## Összesített rangsor
A C liga 16 csapata az UEFA Nemzetek Ligája 33–48. helyezéseit kapta, a következő szabályok alapján:
- A csoportok első helyezettjei a 33–36. helyezéseket kapták, a csoportban elért eredményeik alapján.
- A csoportok második helyezettjei a 37–40. helyezéseket kapták, a csoportban elért eredményeik alapján.
- A csoportok harmadik helyezettjei a 41–44. helyezéseket kapták, a csoportban elért eredményeik alapján.
- A csoportok negyedik helyezettjei a 45–48. helyezéseket kapták, a csoportban elért eredményeik alapján.

| Hely. | Cs | Csapat           | M | Gy | D | V | G+ | G– | Gk  | P  |
| ----- | -- | ---------------- | - | -- | - | - | -- | -- | --- | -- |
| 33.   | C3 | Szlovénia        | 6 | 4  | 2 | 0 | 8  | 1  | +7  | 14 |
| 34.   | C1 | Montenegró       | 6 | 4  | 1 | 1 | 10 | 2  | +8  | 13 |
| 35.   | C4 | Albánia          | 6 | 3  | 2 | 1 | 8  | 4  | +4  | 11 |
| 36.   | C2 | Örményország     | 6 | 3  | 2 | 1 | 9  | 6  | +3  | 11 |
|       |    |                  |   |    |   |   |    |    |     |    |
| 37.   | C3 | Görögország      | 6 | 3  | 3 | 0 | 6  | 1  | +5  | 12 |
| 38.   | C4 | Fehéroroszország | 6 | 3  | 1 | 2 | 10 | 8  | +2  | 10 |
| 39.   | C1 | Luxemburg        | 6 | 3  | 1 | 2 | 7  | 5  | +2  | 10 |
| 40.   | C2 | Észak-Macedónia  | 6 | 2  | 3 | 1 | 9  | 8  | +1  | 9  |
|       |    |                  |   |    |   |   |    |    |     |    |
| 41.   | C4 | Litvánia         | 6 | 2  | 2 | 2 | 5  | 7  | −2  | 8  |
| 42.   | C2 | Grúzia           | 6 | 1  | 4 | 1 | 6  | 6  | 0   | 7  |
| 43.   | C1 | Azerbajdzsán     | 6 | 1  | 3 | 2 | 2  | 4  | −2  | 6  |
| 44.   | C3 | Koszovó          | 6 | 1  | 2 | 3 | 4  | 6  | −2  | 5  |
|       |    |                  |   |    |   |   |    |    |     |    |
| 45.   | C4 | Kazahsztán       | 6 | 1  | 1 | 4 | 5  | 9  | −4  | 4  |
| 46.   | C1 | Ciprus           | 6 | 1  | 1 | 4 | 2  | 10 | −8  | 4  |
| 47.   | C2 | Észtország       | 6 | 0  | 3 | 3 | 5  | 9  | −4  | 3  |
| 48.   | C3 | Moldova          | 6 | 0  | 1 | 5 | 1  | 11 | −10 | 1  |